# Aero Ae-04
O Aero Ae-04 foi um protótipo de caça monomotor biplano checoslovaco construído em 1921. Seguiu o projeto básico do Ae-02, mas como ele não foi produzido em série, tornando-se a base para o desenvolvimento do posterior A-18. Em 1921, o protótipo pilotado por Rudolf Polanecký bateu o primeiro recorde nacional de altitude, atingindo 6 361 m (20 900 ft).